# Yoendri Albear
Yoendri Albear Ferrer (ur. 13 kwietnia 1976) – kubański zapaśnik w stylu wolnym.

## Kariera sportowa
Zajął dziewiąte miejsce na mistrzostwach świata w 1999. Brązowy medalista Igrzyskach Panamerykańskich w 1999 roku. Dwa razy wygrywał na Mistrzostwach Panamerykańskich. Złoto na igrzyskach Ameryki Środkowej i Karaibów w 1998. Drugi w Pucharze Świata w 1996; czwarty w 1998 i 2000 roku.